# Metisa saccharivora
Metisa saccharivora är en fjärilsart som beskrevs av Jinhaku Sonan 1935. Metisa saccharivora ingår i släktet Metisa och familjen säckspinnare. Inga underarter finns listade i Catalogue of Life.